# Gottfried Feder
Gottfried Feder (Würzburg, 27 januari 1883 - Murnau am Staffelsee, 24 september 1941) was een Duits econoom en nationaalsocialistisch politicus. 
Van begin jaren '20 tot begin jaren 30 was Feder de economische goeroe achter de NSDAP. Hij was bekend vanwege zijn agitatie tegen het heffen van rente ("renteslavernij").
Gottfried Feder werd in 1883 als zoon van de regeringsbeambte Hans Feder geboren. In Ansbach en München bezocht hij het gymnasium, waarna hij in Berlijn en Zürich bouwkunde studeerde. In 1908 trad hij in dienst bij een aannemer die met name in Bulgarije projecten uitvoerde. In 1917 begon hij economie te studeren, wat hij echter niet aan een universiteit, maar via zelfstudie deed. Vanaf 1919 begon hij werken te publiceren waarin hij de afschaffing van de "renteslavernij" betoogde. Ook verbond hij zich aan de DAP, oorspronkelijk via het geven van lezingen, later als lid. 
Feders ideeën waren over het algemeen zeer antikapitalistisch en antisemitisch. Feder was van mening dat de Joden via hun macht over het grootkapitaal de wereld en Duitsland in het bijzonder trachtten te overheersen. Een speerpunt was zijn pleiten voor "de doorbreking van de renteslavernij". Rente was in zijn ogen geld waar men niets voor hoefde te doen en een middel van schuldeisers om schuldenaren in hun macht te krijgen. Feder behoorde tot de "linkervleugel" van de NSDAP, waartoe ook o.a. de gebroeders Gregor en Otto Strasser en Ernst Röhm behoorden.
In deze hoedanigheid leerde hij ook Adolf Hitler kennen en werd hij al snel het economisch brein achter de partij. Dit had niet zozeer met zijn eigen kunde te maken, maar met het feit dat economie en financiën onderwerpen waren die Hitler niet interesseerden. Dit stelde Feder in staat zijn programma vrijwel ongewijzigd in het partijprogramma door te voeren. Hitler gebruikte hem ook als "avondvulling": na een slaapverwekkende lezing van Feder was een toespraak van Hitler des te indrukwekkender.
In 1924 was de NSDAP verboden, maar deed indirect via mantelorganisaties en een extreemrechts verbond met andere (Noord-Duitse) völkische partijen toch mee aan de Rijksdagverkiezingen. Dit verbond deed het zeer goed en mocht 28 Rijksdagleden leveren. Feder was een van de tien nazi's die in de Rijksdag zitting namen, waar hij voor een renteverbod en een onteigening van Joodse bezittingen pleitte. In 1927 publiceerde hij "Das Programm der N.S.D.A.P. und seine weltanschaulichen Grundlagen", waarin hij het economisch beleid van de NSDAP uitstippelde en zijn antikapitalistische toon verscherpte. In 1931 werd Feder voorzitter van de economische commissie der NSDAP en na de machtsovername in januari 1933 staatssecretaris van Economische Zaken. Feder publiceerde in deze tijd nog een drietal werken, waaronder een haatschrift tegen de Joden. Hij was teleurgesteld dat Hitler hem geen hogere positie had gegeven, maar deze had goede redenen daarvoor.
Feders radicale ideeën vervreemdden grootindustriëlen als Krupp en Thyssen van de partij. Ook de pragmatische en zeer intelligente minister Schacht was niet over Feder te spreken. Feder had zich altijd tegen deze contacten verzet en bepleitte solidariteit met arbeiders en stakers. Hitler had de industrie echter nodig: aanvankelijk om de partij na alle campagnes van een faillissement te redden, later om hun invloed en om een militair apparaat op te bouwen. Aangezien het niet verstandig is om in de hand te bijten die je voedt, zette Hitler Feder op een zijspoor. Na de Nacht van de Lange Messen, waarin vrijwel alle medestanders van Feder werden vermoord of weggezuiverd uit de partij, stapte hij uit de partij en werd hoogleraar aan de Technische Hogeschool te Berlijn. In 1941 overleed hij op 58-jarige leeftijd.